# Quesnel Airport
Quesnel Airport är en flygplats i Kanada. Den ligger i den centrala delen av landet, 3 400 km väster om huvudstaden Ottawa. Quesnel Airport ligger 545 meter över havet.
Terrängen runt Quesnel Airport är huvudsakligen kuperad, men åt nordost är den platt. Quesnel Airport ligger nere i en dal. Närmaste större samhälle är Quesnel, 5,4 km söder om Quesnel Airport.
I omgivningarna runt Quesnel Airport växer i huvudsak barrskog. Trakten runt Quesnel Airport är nära nog obefolkad, med mindre än två invånare per kvadratkilometer.